# Iouri Artioukhine
Pour les articles homonymes, voir Artioukhine.
Iouri Petrovitch Artioukhine (en russe : Юрий Петрович Артюхин) est un cosmonaute soviétique, né le 22 juin 1930 et mort le 4 août 1998.

## Vols réalisés
Il réalise un unique vol le 3 juillet 1974 à bord de Soyouz 14, lancé en direction de Saliout 3. Il atterrit le 19 juillet 1974.